# Sacha Bansé
Sacha Bansé (* 16. März 2001 in Geel) ist ein burkinisch-belgischer Fußballspieler. Der defensive Mittelfeldspieler steht aktuell bei der SpVgg Greuther Fürth unter Vertrag und ist Nationalspieler von Burkina Faso.

## Karriere

### Vereine
Er spielte in der Jugend für VC Gierle, Tielen-Lichtaart, KFC De Kempen, KVC Westerlo, KV Mechelen und KAA Gent. Im Juli 2022 unterschrieb er einen Vertrag bei Standard Lüttich und spielte zuerst für die 2. Mannschaft. Nach seinem Profidebüt am 3. Juni 2023 unterzeichnete er im Juli 2023 einen langfristigen Vertrag bis 2026. Am 1. September 2023 wechselte er auf Leihbasis zum französischen Zweitligisten FC Valenciennes. für die er insgesamt 26 Spiele bestritt, den Abstieg aus der Ligue 2 nicht verhindern konnte.
Am 24. August 2024 wechselte er zum Zweitligisten SpVgg Greuther Fürth. Dort gab er am 4. Spieltag der Saison 2024/25 beim 4:0-Sieg beim SSV Jahn Regensburg sein Zweitligadebüt. Am 13. Spieltag schoss er beim 2:3-Heimspiel gegen den Karlsruher SC sein 1. Zweitligator. Bis Ende Februar 2025 kam er in jedem der 21 Ligaspiele zum Einsatz, davon achtmal nach Einwechslung, ehe er den Rest der Saison verletzt verpasste.

### Nationalmannschaft
Bansé bestritt in seiner Jugend vier Spiele mit der belgischen U15-Nationalmannschaft. Später wechselte er zum Fußballverband von Burkina Faso und wurde im Juni 2023 erstmals in den Kader der burkinischen A-Nationalmannschaft berufen. Nachdem er zunächst einige Spiele ohne Einsatz im Kader gestanden hatte, gab er dort schließlich am 5. Januar 2024 beim 1:2 gegen den Iran sein Debüt. Kurz darauf nahm er mit der Mannschaft am Afrika-Cup 2024 teil und bestritt dort zwei von vier Turnierspielen, ehe das Team im Achtelfinale gegen Mali ausschied.